# Jainvillotte
Jainvillotte est une commune française située dans le département des Vosges en région Grand Est.

## Géographie

### Localisation
Jainvillotte est située dans la vallée de l'Anger, entre Gendreville et Circourt-sur-Mouzon. En aval de Jainvillote, au niveau du Pont Bourlard, l'Anger se jette dans le Mouzon. Cette vallée est creusée dans le revers de la côte de Moselle, et comporte des calcaires et terrains argileux favorables aux céréales et à l'élevage.

### Géologie et relief
La commune se compose de 49,68 hectares de territoires artificialisés (6,70 %), 311,04 hectares de territoires agricoles (41,92 %) et 381,39 hectares de forêts et milieux semi-naturels (51,40 %).
Espaces naturels :
- Un espace protégé Natura 2000 :

Milieux forestiers et prairies humides des vallées du Mouzon et de l'Anger,
- Trois zones naturelles d'intérêt écologique, faunistique et floristique (Znieff) :

Pays de Neufchâteau,
Carrière vers Cens-Ban à Jainvillote,
Gîte à chiroptères de Pompierre.

### Hydrographie et les eaux souterraines
Hydrogéologie et climatologie : Système d’information pour la gestion des eaux souterraines du bassin Rhin-Meuse :
Territoire communal : Occupation du sol (Corinne Land Cover); Cours d'eau (BD Carthage),
Géologie : Carte géologique; Coupes géologiques et techniques,
 Hydrogéologie : Masses d'eau souterraine; BD Lisa; Cartes piézométriques.
La commune est située dans le bassin versant de la Meuse au sein du bassin Rhin-Meuse. Elle est drainée par l'Anger et le ruisseau du Bouchet,.
L'Anger, d'une longueur totale de 27,9 km, prend sa source dans la commune de Dombrot-le-Sec et se jette  dans le Mouzon en limite de Circourt-sur-Mouzon et de Pompierre, après avoir traversé onze communes.

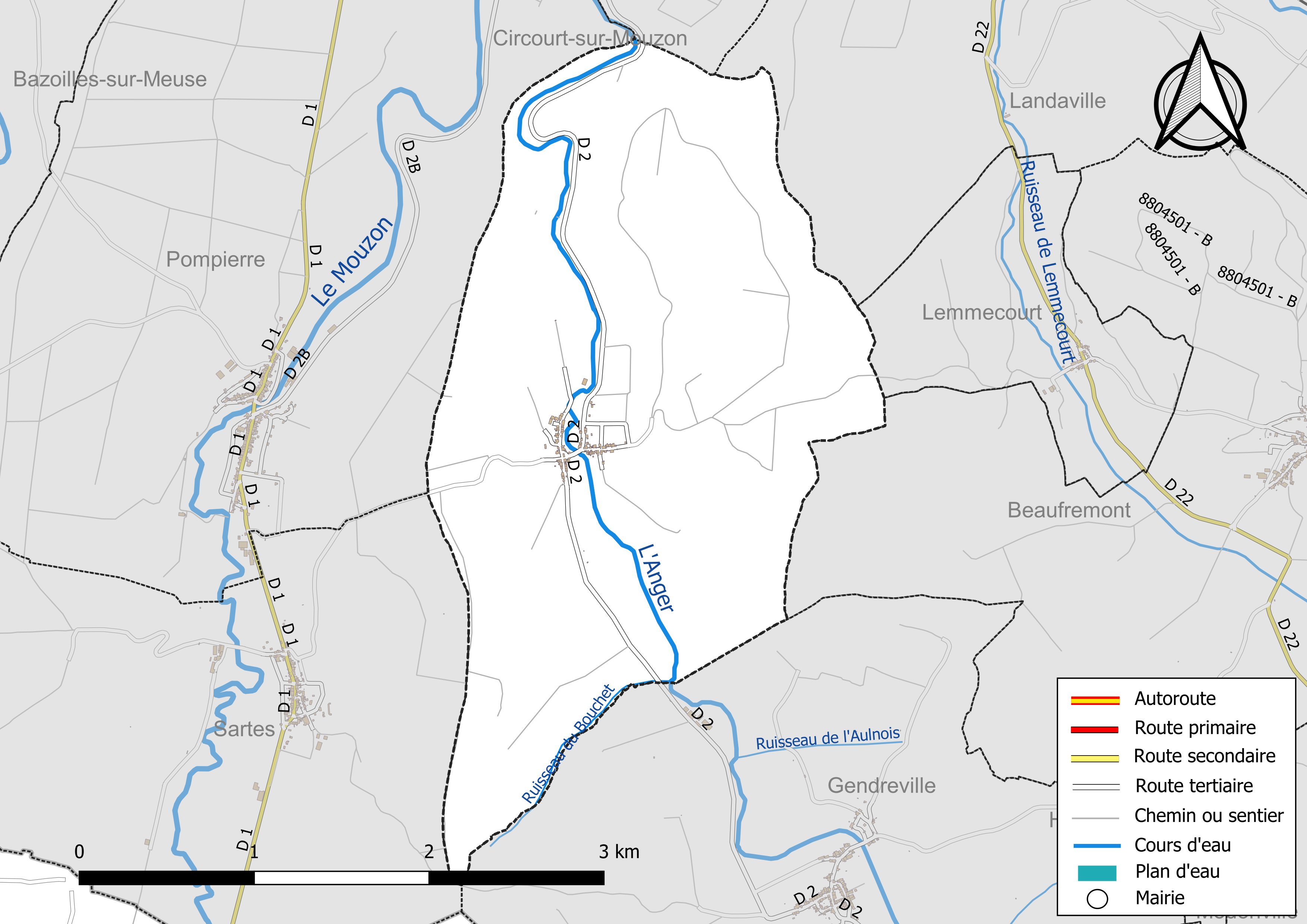
Réseaux hydrographique et routier de Jainvillotte.

La qualité des eaux de baignade et des cours d’eau peut être consultée sur un site dédié géré par les agences de l’eau et l’Agence française pour la biodiversité.

### Climat
Pour des articles plus généraux, voir Climat du Grand Est et Climat des Vosges.
En 2010, le climat de la commune est de type climat de montagne, selon une étude du Centre national de la recherche scientifique s'appuyant sur une série de données couvrant la période 1971-2000. En 2020, Météo-France publie une typologie des climats de la France métropolitaine dans laquelle la commune est exposée à un climat océanique altéré et est dans la région climatique  Lorraine, plateau de Langres, Morvan, caractérisée par un hiver rude (1,5 °C), des vents modérés et des brouillards fréquents en automne et hiver. 
Pour la période 1971-2000, la température annuelle moyenne est de 9,4 °C, avec une amplitude thermique annuelle de 16,7 °C. Le cumul annuel moyen de précipitations est de 966 mm, avec 13,1 jours de précipitations en janvier et 9,7 jours en juillet. Pour la période 1991-2020, la température moyenne annuelle observée sur la station météorologique de Météo-France la plus proche, « St Ouen-lès-Parey_sapc », sur la commune de Saint-Ouen-lès-Parey à 10 km à vol d'oiseau, est de 10,0 °C et le cumul annuel moyen de précipitations est de 806,8 mm. 
La température maximale relevée sur cette station est de 39,4 °C, atteinte le 25 juillet 2019 ; la température minimale est de −22 °C, atteinte le 20 décembre 2009,,. 
Les paramètres climatiques de la commune ont été estimés pour le milieu du siècle (2041-2070) selon différents scénarios d'émission de gaz à effet de serre à partir des nouvelles projections climatiques de référence DRIAS-2020. Ils sont consultables sur un site dédié publié par Météo-France en novembre 2022.

## Urbanisme

### Typologie
Au 1er janvier 2024, Jainvillotte est catégorisée commune rurale à habitat dispersé, selon la nouvelle grille communale de densité à sept niveaux définie par l'Insee en 2022.
Elle est située hors unité urbaine. Par ailleurs la commune fait partie de l'aire d'attraction de Neufchâteau, dont elle est une commune de la couronne,. Cette aire, qui regroupe 72 communes, est catégorisée dans les aires de moins de 50 000 habitants,.

### Occupation des sols
L'occupation des sols de la commune, telle qu'elle ressort de la base de données européenne d’occupation biophysique des sols Corine Land Cover (CLC), est marquée par l'importance des forêts et milieux semi-naturels (51,4 % en 2018), en diminution par rapport à 1990 (54,1 %). La répartition détaillée en 2018 est la suivante : 
forêts (47,2 %), prairies (35,8 %), mines, décharges et chantiers (6,6 %), terres arables (6,2 %), milieux à végétation arbustive et/ou herbacée (4,2 %). L'évolution de l’occupation des sols de la commune et de ses infrastructures peut être observée sur les différentes représentations cartographiques du territoire : la carte de Cassini (XVIIIe siècle), la carte d'état-major (1820-1866) et les cartes ou photos aériennes de l'IGN pour la période actuelle (1950 à aujourd'hui).

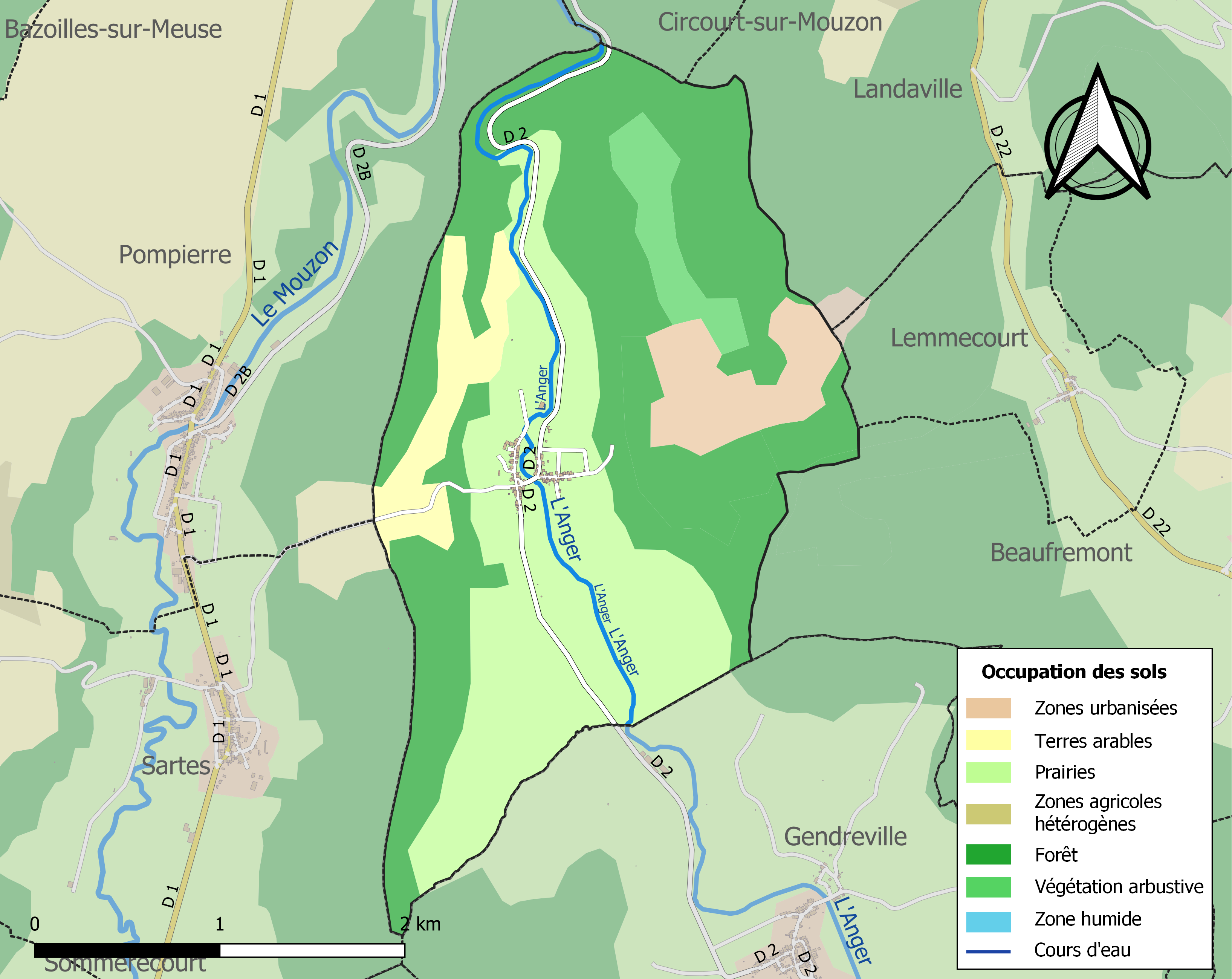
Carte des infrastructures et de l'occupation des sols de la commune en 2018 (CLC).

### Voies de communications et transports

#### Voies routières
- A31 (aussi appelée autoroute de Lorraine-Bourgogne). Échangeurs Bulgnéville, Robécourt, Châtenois.

#### Transports en commun
- Fluo Grand Est.

#### Lignes SNCF

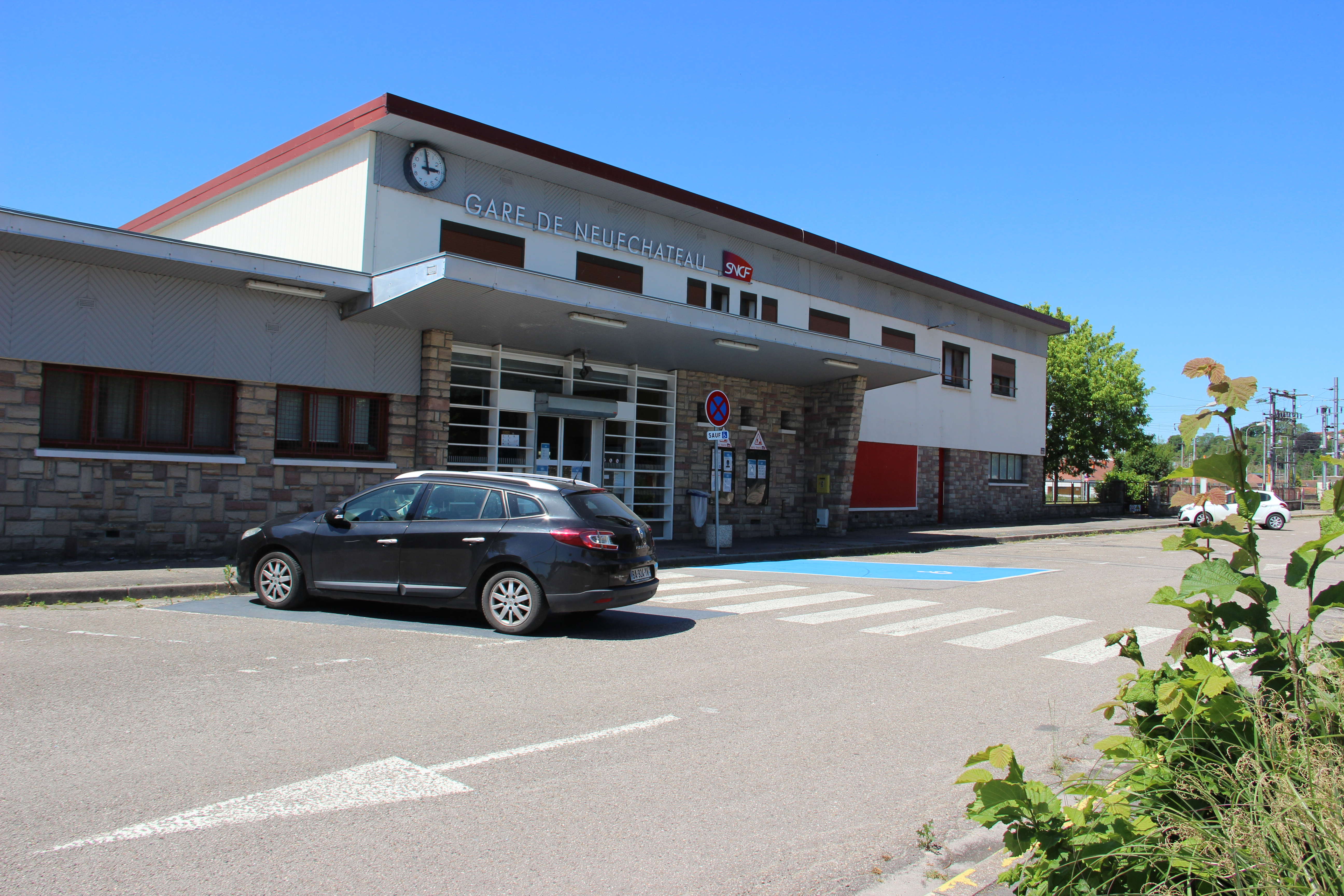
Gare de Neufchâteau.

- Gare de Neufchâteau
- Gare de Contrexéville
- Gare de Vittel
- Gare de Merrey

#### Transports aériens
- L'Aéroport d'Épinal-Mirecourt « Vosges Aéroport ».

À partir de l'été 2021, l’aéroport d’Épinal-Mirecourt est devenu le "pélicandrome" de la Zone Est et servira ainsi de base de ravitaillement et d’intervention pour les avions bombardiers d’eau connus sous le nom de Dash 8.
- Aérodrome de Langres - Rolampont.

## Toponymie
Le nom de la localité est attesté sous les formes Gedanis villa (877) ; Advocatio… Janiville (1080) ; Gedani villam (1105) ; Joinvillette (1288) ; Ecclesia de Jemulleto pour Jenvilleto ou Jenvilleta (1334) ; Genvillette (XIVe siècle) ; Jainmuleta, Jeinvilleta pour Jainvilleta (1402) ; Jainvillete (1440) ; Jainvilete (1442) ; Geinvillote (1452) ; Joinvillette (1473) ; Jainvillette (1477) ; Joinvillotte (1493) ; Jainvilotte (1594) ; Chavelot (1594) ; Javelot (1594) ; Jainvelotte (1747) ; Jainvlotte, Jani villula (1768) ; Jainvilotte (XVIIIe siècle) ; Sainvillotte (an II).

Jainvillotte est mentionnée pour la première fois sous la forme Gedanis Villa, qui apparaît dans un document de 877. L'élément Gedanis est peut-être issu d'un nom féminin d'origine francique *Gethani- ou d'un autre anthroponyme, peut-être roman, comme Gaetanus. Le suffixe -otte est beaucoup plus tardif, puisqu'il n'est mentionné qu'à partir du XVe siècle[réf. nécessaire].

## Histoire
Mentionnée pour la première fois au IXe siècle, la paroisse de Jainvillotte est à l'origine une villa au sens médiéval (et aussi large qu'imprécis) du terme. Elle est certainement issue du démembrement de la paroisse de Pompierre, elle-même très ancienne puisqu'on a retrouvé dans cette commune des restes d'un vicus de l'époque romaine, traversé par le Mouzon et la voie romaine Lyon-Trèves. Les églises de Jainvillotte et de Circourt-sur-Mouzon sont d'ailleurs dédiées toutes deux à saint Michel et contiguës, ce qui manifeste leur ancienne unité, certainement au sein de cette paroisse de Pompierre.
La commune de Jainvilotte faisait partie de l’ancien duché de Bar. Désignée tout d’abord sous les noms de Janivillula, Jainvellotte, Jainvlotte, Jainvillotte apparaît sous son nom définitif dans un dénombrement en 1574.
En 1710, la commune dépendait du bailliage de Bassigny, puis de Bassigny en 1751, pour enfin dépendre en 1790 du district de Neufchâteau.

## Politique et administration

### Budget et fiscalité 2023

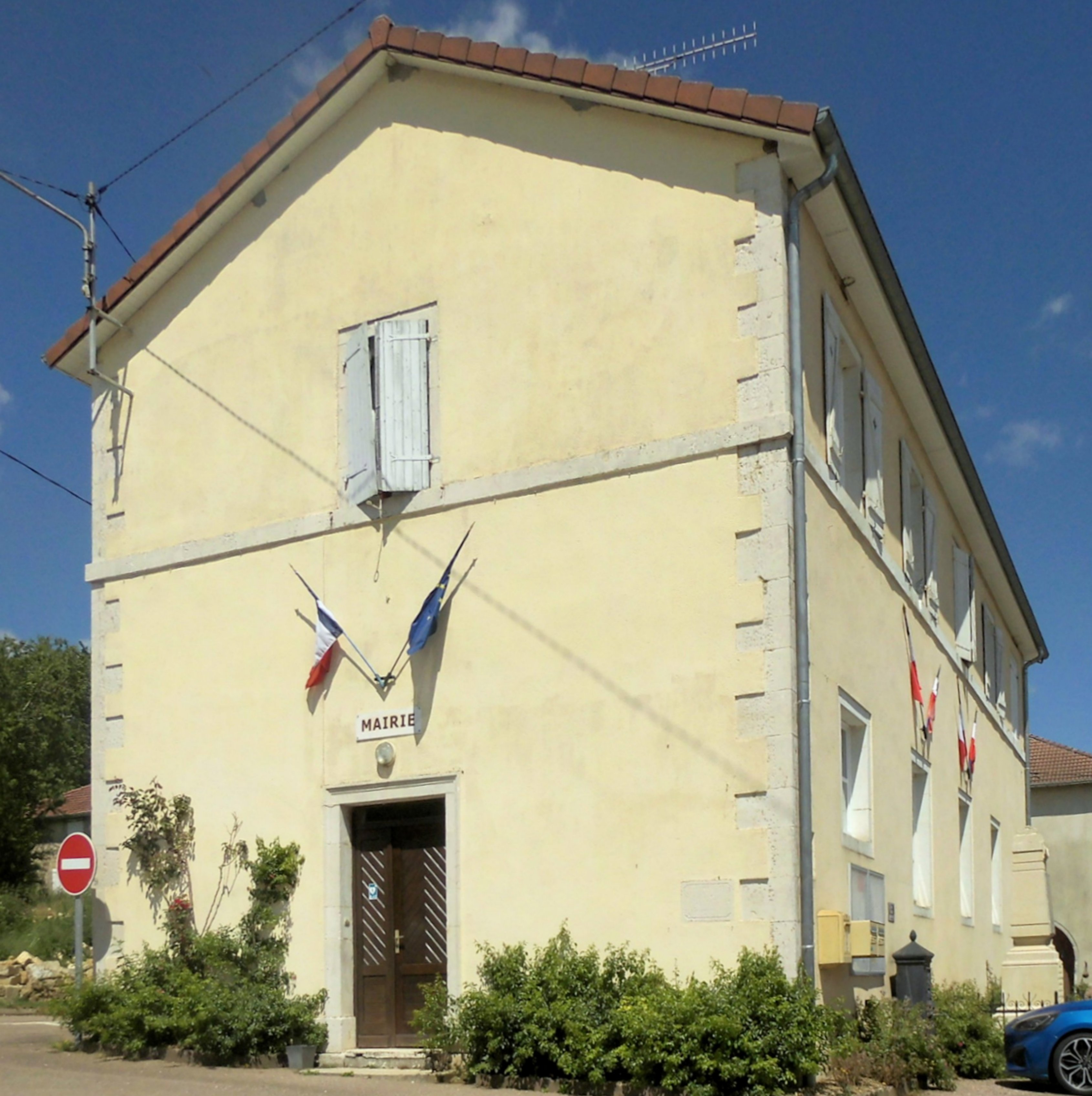
La mairie.

En 2023, le budget de la commune était constitué ainsi :
- total des produits de fonctionnement : 220 000 €, soit 2 938 € par habitant ;
- total des charges de fonctionnement : 108 000 €, soit 1 400 € par habitant ;
- total des ressources d'investissement : 24 000 €, soit 306 € par habitant ;
- total des emplois d'investissement : 45 000 €, soit 586 € par habitant ;
- endettement : 253 000 €, soit 3 290 € par habitant.

Avec les taux de fiscalité suivants :
- taxe d'habitation : 18,61 % ;
- taxe foncière sur les propriétés bâties : 34,90 % ;
- taxe foncière sur les propriétés non bâties : 20,61 % ;
- taxe additionnelle à la taxe foncière sur les propriétés non bâties : 0,00 % ;
- cotisation foncière des entreprises : 0,00 %.

Chiffres clés Revenus et pauvreté des ménages en 2021 : médiane en 2021 du revenu disponible, par unité de consommation.

## Économie

### Entreprises et commerces

#### Commerces
- Commerces et services de proximité[25].

### Liste des maires
| Période                                  | Période                       | Identité                      | Étiquette | Qualité |
| ---------------------------------------- | ----------------------------- | ----------------------------- | --------- | ------- |
| Les données manquantes sont à compléter. |                               |                               |           |         |
|                                          |                               | Lucien Jacquot                |           |         |
|                                          | mars 2001                     | Gilbert Musquar               |           |         |
| mars 2001                                | En cours (au 18 février 2015) | Sandra Comolli-Grandvuillemin |           | [ 26 ]  |

## Population et société

### Démographie

#### Évolution démographique
L'évolution du nombre d'habitants est connue à travers les recensements de la population effectués dans la commune depuis 1793. Pour les communes de moins de 10 000 habitants, une enquête de recensement portant sur toute la population est réalisée tous les cinq ans, les populations de référence des années intermédiaires étant quant à elles estimées par interpolation ou extrapolation. Pour la commune, le premier recensement exhaustif entrant dans le cadre du nouveau dispositif a été réalisé en 2007.

En 2022, la commune comptait 72 habitants, en évolution de −7,69 % par rapport à 2016 (Vosges : −2,96 %, France hors Mayotte : +2,11 %).
| 1793 | 1800 | 1806 | 1821 | 1831 | 1836 | 1841 | 1846 | 1856 |
| ---- | ---- | ---- | ---- | ---- | ---- | ---- | ---- | ---- |
| 355  | 363  | 370  | 376  | 361  | 330  | 326  | 340  | 333  |

| 1861 | 1866 | 1876 | 1881 | 1886 | 1891 | 1896 | 1901 | 1906 |
| ---- | ---- | ---- | ---- | ---- | ---- | ---- | ---- | ---- |
| 314  | 285  | 275  | 267  | 255  | 233  | 213  | 209  | 186  |

| 1911 | 1921 | 1926 | 1931 | 1936 | 1946 | 1954 | 1962 | 1968 |
| ---- | ---- | ---- | ---- | ---- | ---- | ---- | ---- | ---- |
| 167  | 135  | 136  | 119  | 106  | 106  | 110  | 100  | 96   |

| 1975 | 1982 | 1990 | 1999 | 2006 | 2007 | 2012 | 2017 | 2022 |
| ---- | ---- | ---- | ---- | ---- | ---- | ---- | ---- | ---- |
| 96   | 102  | 77   | 89   | 90   | 90   | 79   | 79   | 72   |

### Enseignement
Établissements d'enseignements :
- Écoles maternelles et primaires à Landaville, Bazoilles-sur-Meuse, Rouvres-la-Chétive, Rebeuville, Vrécourt, Harréville-les-Chanteurs.
- Collèges à Bourmont-entre-Meuse-et-Mouzon, Châtenois, Liffol-le-Grand, Neufchâteau.
- Lycées à Neufchâteau, Mandres-sur-Vair, Contrexéville.

### Santé
Professionnels et établissements de santé :
- Médecins à Neufchâteau, Liffol-le-Grand, Châtenois, Vrécourt, Bulgnéville, Coussey, Contrexéville.
- Pharmacies à Neufchâteau, Liffol-le-Grand, Châtenois, Vrécourt, Bulgnéville, Bourmont, Coussey, Contrexéville.
- Hôpitaux à Neufchâteau, Vittel, Lamarche, Mattaincourt, Mirecourt, Ville-sur-Illon.

### Cultes
- Culte catholique, Paroisse Saint-Basle-de-la-Plaine[33], Diocèse de Saint-Dié.

## Lieux et monuments

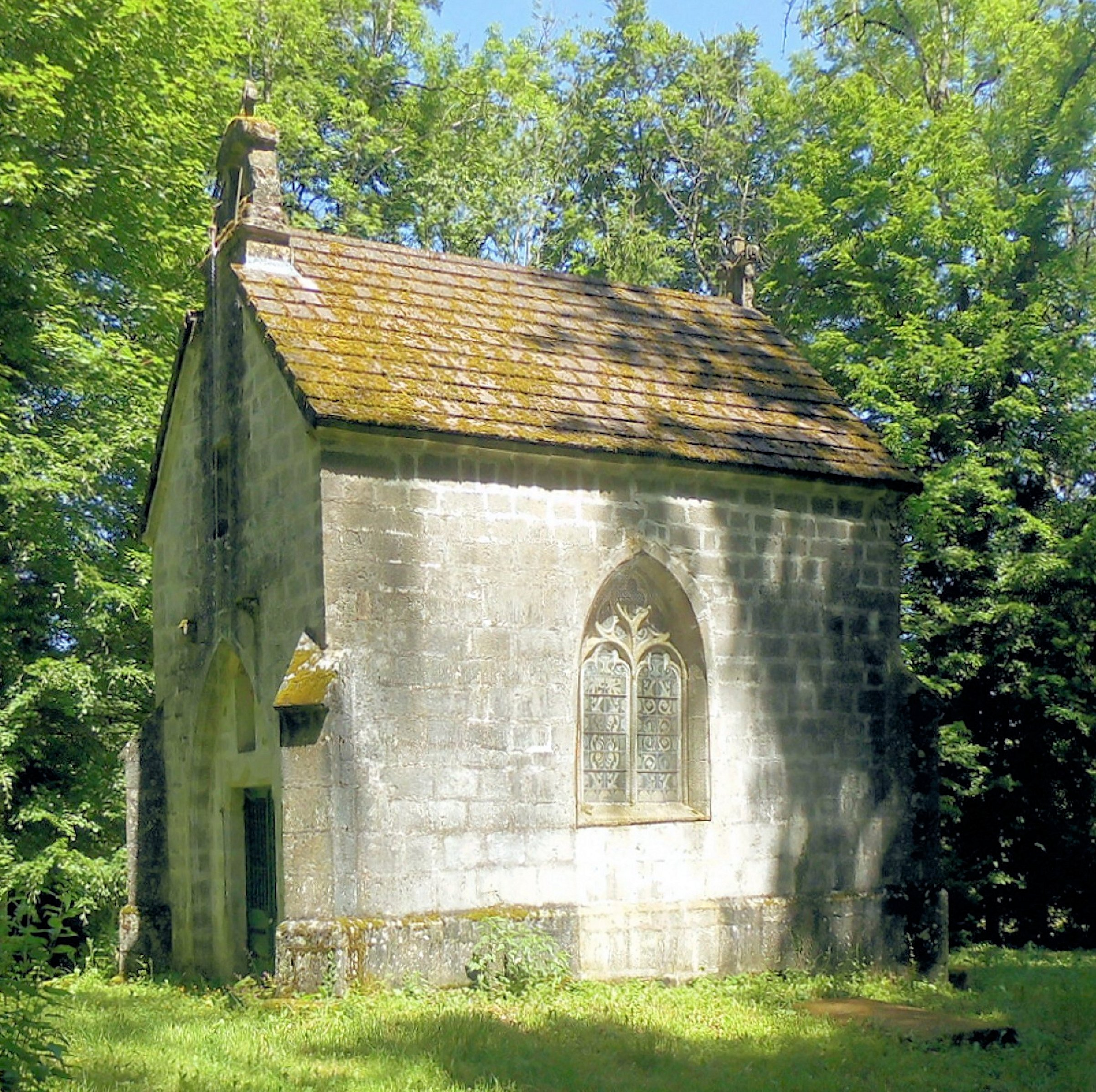
La chapelle Notre-Dame-de-Pitié.
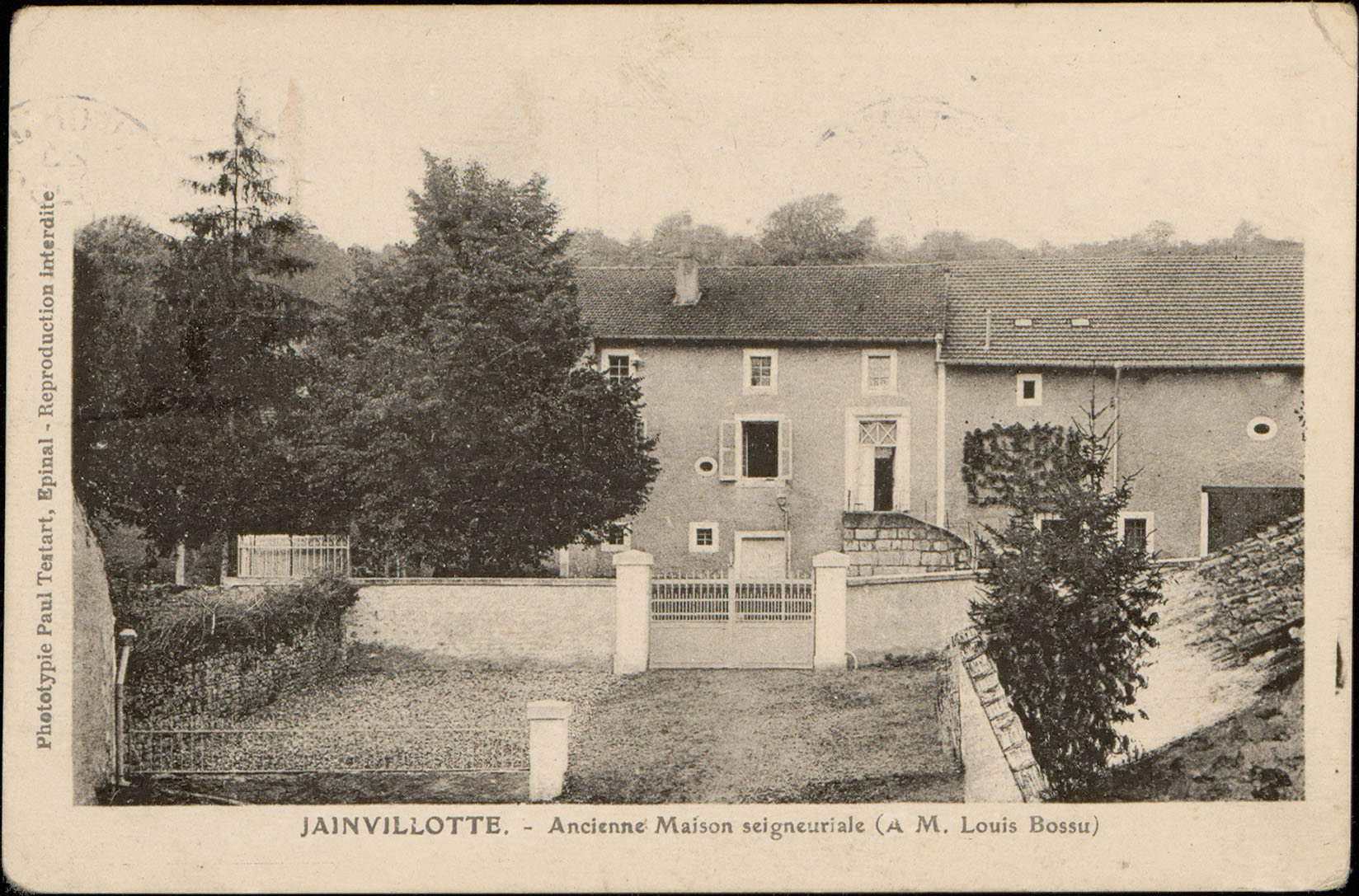
Ancienne maison seigneuriale (carte postale Paul Testart).

- Ermitage Notre-Dame-de-Compassion ou Notre-Dame-de-Pitié[34], construit par les habitants au XIVe siècle pour remercier la Vierge Marie de son intercession lors d'une peste particulièrement virulente.

Le patrimoine mobilier de l'ermitage Notre-Dame de Pitié.
- Église Saint-Michel[36], construite au XIIe siècle avec des ajouts au XIIIe siècle, ayant sa fête paroissiale le 29 septembre, richement décorée[37].

9 verrières.
Le patrimoine mobilier de l'église paroissiale Saint-Michel,.
tombeau de la femme Gaudez Roch.
tombeau de la famille Orliac.
tombeau de la famille Philbert.
tombeau de Marie Robert.
- Chapelle dans les bois[45].
- Calvaire[46].
- Maison seigneuriale[47] sur le lieu duquel, selon la tradition locale, Clovis et Clotilde (femme de Clovis) se seraient rencontrées pour la première fois, à la limite de la Burgondie et du royaume franc.
- Patrimoine rural recensé par le service régional de l'Inventaire général du patrimoine culturel[48].

Ferme, puis presbytère
- Fontaines et abreuvoirs[50],[51],[52],[53].
- Monument aux morts[54],[55].

## Folklore
- Le village fête son patron le 29 septembre à la Saint-Michel. En été, les enfants peuvent faire des tours du village avec Rosalie la voiture à pédales.

## Personnalités liées à la commune
- Louis Bossu (1857-1929), procureur de la République[56],[57].
- Jean Bossu (Reims, 1911 - Épinal, 1985), journaliste, homme de lettres et historien[58].
- Médaillés de Sainte-Hélène[59] : Christophe Bastien, Nicolas Blanchard.

## Pour approfondir